# Sóng

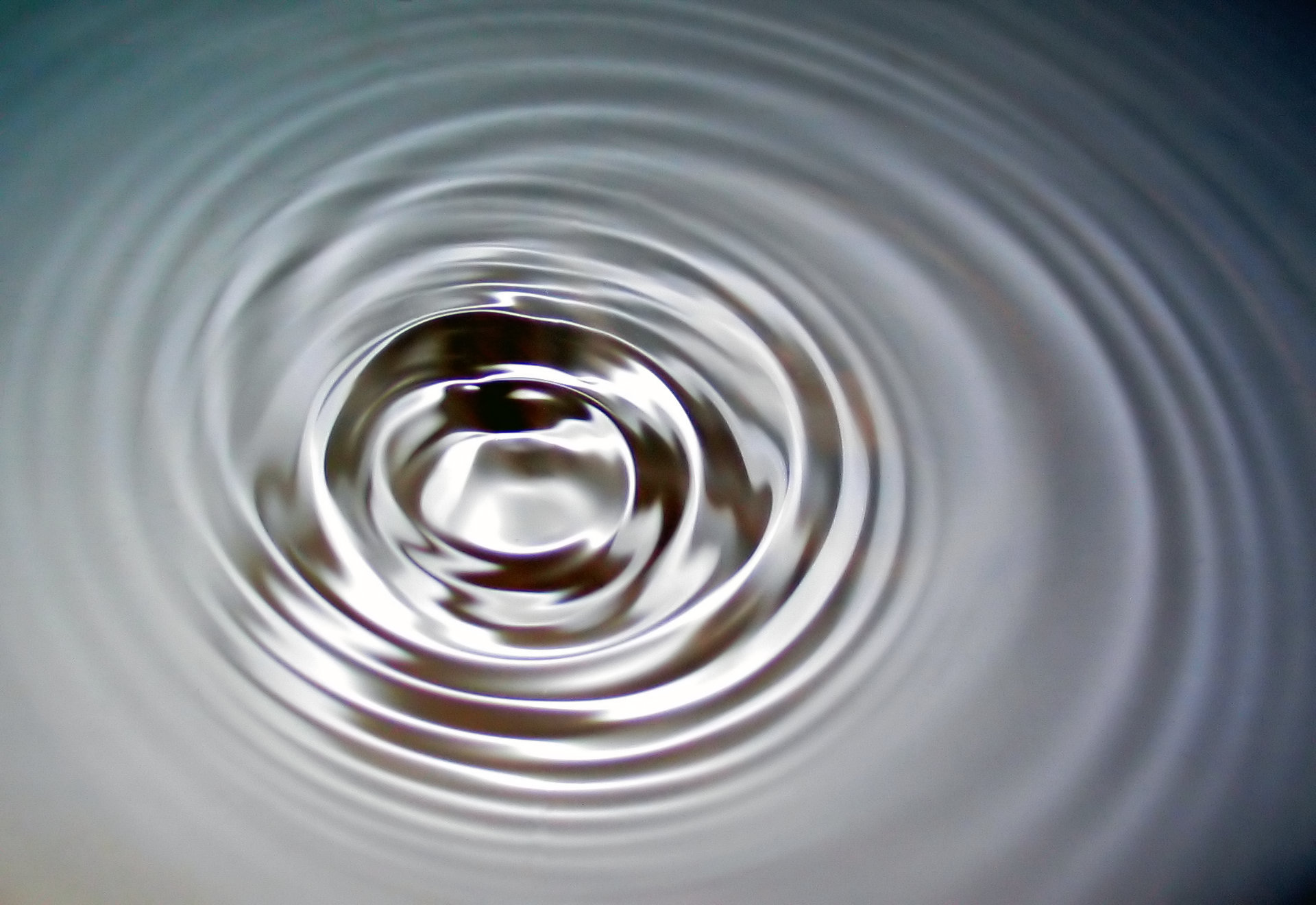
Sóng mặt trong nước cho thấy gợn sóng nước

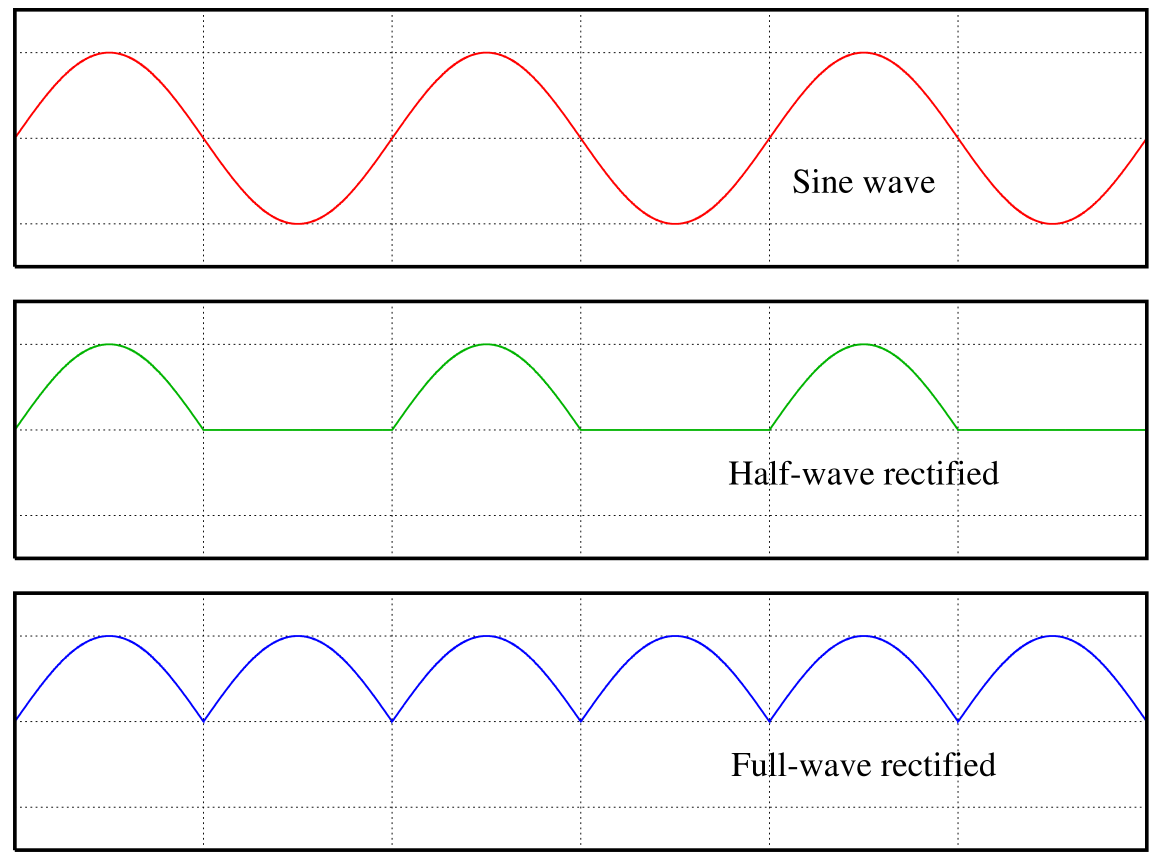
Các loại sóng khác nhau với các đồ thị khác nhau

Trong vật lý, toán học và các lĩnh vực liên quan, sóng là sự xáo trộn của một trường trong đó một thuộc tính vật lý dao động liên tục tại mỗi điểm hoặc truyền từ một điểm đến các điểm lân cận khác, hoặc dường như di chuyển trong không gian.
Các sóng thường được nghiên cứu trong vật lý là sóng cơ học và sóng điện từ. Sóng cơ học là một biến dạng cục bộ trong một số môi trường vật lý mà truyền từ hạt này sang hạt khác bằng cách tạo ra các ứng suất cục bộ gây ra biến dạng ở các hạt lân cận. Ví dụ, sóng âm thanh trong không khí là các biến thể của áp suất cục bộ lan truyền do va chạm giữa các phân tử khí. Các ví dụ khác về sóng cơ học là sóng địa chấn, sóng trọng lực, sóng xoáy và sóng xung kích. Một sóng điện từ bao gồm sự kết hợp của các trường điện và từ biến đổi, lan truyền trong không gian theo các phương trình của Maxwell. Sóng điện từ có thể truyền qua môi trường điện môi phù hợp hoặc qua chân không; ví dụ như sóng vô tuyến, bức xạ hồng ngoại, ánh sáng nhìn thấy, bức xạ cực tím, tia X và tia gamma.
Các loại sóng khác bao gồm sóng hấp dẫn, là nhiễu loạn trong trường hấp dẫn lan truyền theo thuyết tương đối rộng; sóng khuếch tán nhiệt; sóng plasma, kết hợp biến dạng cơ học và trường điện từ; sóng khuếch tán phản ứng, như trong phản ứng Belousov-Zhabotinsky; và nhiều loại khác.
Sóng cơ học và điện từ dường như thường truyền qua không gian; nhưng, trong khi chúng có thể mang năng lượng, động lượng và thông tin thông qua vật chất hoặc không gian trống, chúng có thể làm điều đó mà không chuyển bất kỳ khối lượng nào. Trong toán học và điện tử học sóng được nghiên cứu như là tín hiệu. Mặt khác, một số sóng dường như không di chuyển chút nào, như sóng đứng (vốn là nền tảng cho âm nhạc) và sóng nhảy thủy lực. Một số loại sóng, giống như sóng xác suất của cơ học lượng tử, có thể hoàn toàn tĩnh.
Một sóng phẳng dường như truyền theo một hướng xác định và có giá trị không đổi trên bất kỳ mặt phẳng nào vuông góc với hướng đó. Về mặt toán học, sóng đơn giản nhất là sóng hình sin. Sóng phức tạp thường có thể được mô tả là tổng của nhiều sóng phẳng hình sin. Một sóng phẳng có thể là sóng ngang, nếu hiệu ứng của nó tại mỗi điểm được mô tả bằng một vectơ vuông góc với hướng truyền hoặc truyền năng lượng; hoặc sóng dọc, nếu các vectơ mô tả song song với hướng truyền năng lượng. Trong khi sóng cơ học có thể là cả ngang và dọc, sóng điện từ là ngang trong chân không.
Một sóng vật lý hầu như luôn bị giới hạn trong một số vùng hữu hạn của không gian, được gọi là miền của nó. Ví dụ, sóng địa chấn do động đất tạo ra chỉ có ý nghĩa trong phần bên trong và bề mặt của hành tinh, vì vậy chúng có thể bị bỏ qua bên ngoài hành tinh. Tuy nhiên, sóng có miền vô hạn, trải rộng trên toàn bộ không gian, thường được nghiên cứu trong toán học và là công cụ rất có giá trị để hiểu sóng vật lý trong các miền hữu hạn.

## Các ví dụ
- Sóng biển là sự lan truyền của dao động thẳng đứng hoặc vòng tròn của nước biển. Xem thêm sóng thần.
- Âm thanh là sự lan truyền của dao động của các phân tử không khí hay chất lỏng và chất rắn ở tần số làm rung động màng nhĩ của tai người tạo nên tín hiệu thần kinh cảm nhận được.
- Sóng địa chấn trong động đất là lan truyền của các dao động mạnh của các khu vực địa chất. Có ba loại sóng địa chấn là P (Primary), S (Secondary) và L.
- Ánh sáng, sóng radio, tia X,.... là các bức xạ điện từ, sự lan truyền của dao động của trường điện từ, có thể truyền trong chân không. Xem thêm vận tốc ánh sáng.
- Sóng hấp dẫn, sự lan truyền của dao động của trường hấp dẫn, tiên đoán bởi thuyết tương đối rộng. Các sóng này phi tuyến tính.

## Mô tả sóng vật lý

### Phương trình sóng
Mọi sóng đều thoả mãn một phương trình vi phân riêng phần gọi là phương trình sóng. Các phương trình sóng có thể có nhiều dạng, phụ thuộc vào môi trường truyền và kiểu lan truyền.
Dạng đơn giản nhất, dành cho sóng lan truyền theo phương x, theo thời gian t và dao động sóng thay đổi trên biến y:
{\displaystyle {\frac {1}{v^{2}}}{\frac {\partial ^{2}y}{\partial t^{2}}}={\frac {\partial ^{2}y}{\partial x^{2}}}.}
Ở đây, v là vận tốc lan truyền sóng. Hàm sóng tổng quát thoả mãn phương trình trên, giải bởi d'Alembert, là:
{\displaystyle y(x,t)=F(x-vt)+E(x+vt)}
Một ví dụ khác về phương trình sóng là phương trình Schrödinger mô tả chuyển động của sóng hạt trong vật lý lượng tử. Nghiệm của phương trình này là hàm sóng mô tả xác suất tìm thấy hạt tại một điểm trong không-thời gian.
Trong một môi trường đồng nhất và đẳng hướng, Joseph Fourier đã tìm thấy là mọi hàm sóng sẽ có dạng tổng quát sau:
{\displaystyle y(x,t)=F(x-vt)+E(x+vt)}
có thể được miêu tả như là sự chồng nhau của nhiều sóng điều hoà
{\displaystyle y(x,t)=A(x,t)\cos(\omega t-kx+\varphi ),\,}
Ở đây A(x, t) là biên độ của sóng điều hòa, ω là tần số góc, k là số sóng và φ là pha ban đầu. Nếu biên độ của sóng không phụ thuộc thời gian:
{\displaystyle A(x,t)=A(x)}
thì sóng gọi là sóng dừng.
Tần số góc liên hệ với tần số qua:
{\displaystyle \omega =2\pi f}
Còn số sóng liên hệ với vận tốc lan truyền v của sóng qua:
{\displaystyle v={\frac {\omega }{k}}=\lambda f,}
Ở đây λ là bước sóng và f là tần số. Tần số f liên hệ với chu kỳ T qua:
{\displaystyle f={\frac {1}{T}}}
Mọi sóng điều hoà đều có thể đặc trưng bởi biên độ, tần số, vận tốc và pha. Ngoài ra, sóng có thể được mô tả theo phương dao động.

## Thể loại sóng

### Sóng ngang
Sóng ngang là sóng vật lý với các dao động vuông góc với phương lan truyền. Ví dụ: sóng lan truyền trên dây đàn khi gẩy đàn, sóng điện.

### Sóng dọc
Sóng dọc là sóng vật lý với các dao động nằm trùng với phương lan truyền, hoặc liên quan đến các biến đổi của các đại lượng vô hướng. Ví dụ: sóng âm thanh, sóng ánh sáng,

## Tính chất
Mọi sóng đều có thể biểu diễn bằng một sóng có một bước sóng λ di chuyển với một vận tốc v và có biên độ sóng thay đổi theo hàm số sin 
| Bước Sóng | Vận Tốc Di Chuyển                  | Vận Tốc Góc            | Chu Kỳ Sóng                      | Hàm Số Sóng                                         | Biên Độ Sóng |
| --------- | ---------------------------------- | ---------------------- | -------------------------------- | --------------------------------------------------- | --- |
| 2π        | {\displaystyle {\frac {2\pi }{t}}} | {\displaystyle 2\pi f} | {\displaystyle f={\frac {1}{t}}} | {\displaystyle F(t,\theta )=ASin(\omega t+\theta )} | {\displaystyle F(t,\theta )=0} ở các góc {\displaystyle \theta =n\pi } {\displaystyle F(t,\theta )=A} ở các góc {\displaystyle \theta =(2n+1){\frac {\pi }{2}}} |

### Phản ứng sóng
Khi sóng di chuyển đụng vật cản sẽ tạo ra các phản ứng sóng sau
| Phản ứng Sóng | Định nghĩa | Minh họa |
| ------------- | --- | -------- |
| Phản xạ       | Sóng bị vật cản trên đường di chuyển phản hồi trở về                                                                 |          |
| Khúc xạ       | Sóng bị lệch khi di chuyển qua vật cản                                                                               |          |
| Chiết xạ      | Sóng bị tách ra Nhiều Sóng Tần Số khi di chuyển qua vật trong suốt                                                   |          |
| Khuếch xạ     | Sóng di chuyển qua khe hẹp tạo Sóng Khuếch đại                                                                       |          |
| Nhiễu xạ      | Sóng cùng chiều hay khác chiều di chuyển hướng vào nhau giao thoa với nhau cho ra nhiễu sóng cộng hay nhiễu sóng trừ |          |

#### Phân cực
Các sóng ngang đều là có phân cực theo phương nào đó trong mặt phẳng vuông góc với phương lan truyền. Phân cực có thể có nhiều dạng.
- Chỉ nằm theo một phương cố định vuông góc với phương lan truyền.
- Phân cực xoay, từ xoay tròn đến không quy tắc.

Có những sóng có dao động tròn, kết hợp cả sóng ngang và sóng dọc. Ví dụ: sóng nước với các phân tử nước trên bề mặt dao động xoay tròn theo hình elíp.
Phân cực của sóng điện từ ở dải bước sóng mà tính hạt photon thể hiện rõ hơn thì bị phân cực photon ngẫu nhiên che mất, và chỉ hiện ra khi lọc bằng kính phân cực.

### Lưỡng tính Sóng Hạt của Phổ Tần Phóng Xạ
Theo nghiên cứu vật lý phóng xạ cho thấy Phóng Xạ Điện Từ có Phổ tần phóng xạ lưởng tính 
Hạt {\displaystyle v=\lambda f}, {\displaystyle p=mv}, {\displaystyle E=pv}
Sóng {\displaystyle v=C=}, {\displaystyle p={\frac {h}{\lambda }}}, {\displaystyle E=h{\frac {C}{\lambda }}}